# Serge Feuillard
Serge Feuillard est un acteur français.

## Filmographie

### Cinéma
- 1980 : Mon oncle d'Amérique d'Alain Resnais
- 1982 : Le Grand Pardon d'Alexandre Arcady
- 1983 : La vie est un roman d'Alain Resnais
- 1983 : 2019 après la chute de New York de Sergio Martino
- 1992 : IP5 de Jean-Jacques Beineix
- 2004 : À vot' bon cœur de Paul Vecchiali
- 2005 : Bareback ou la Guerre des sens de Paul Vecchiali
- 2006 : Et plus si aff de Paul Vecchiali
- 2009 : Aliker de Guy Deslauriers
- 2010 : Les Gens d'en-bas de Paul Vecchiali
- 2011 : La Fleur de l'âge de Nick Quinn
- 2011 : Le Moine de Dominik Moll
- 2013 : Nous sommes tous des êtres penchés... (court-métrage)
- 2014 : Ferdinand Knapp (court-métrage)
- 2016 : Au nom de ma fille de Vincent Garenq
- 2018 : Le Collier rouge de Jean Becker

### Télévision
- 1988 : Les Enquêtes du commissaire Maigret, ép.L'Homme dans la rue, de Jean Kerchbron
- Victor Schœlcher, l'abolition
- L'Été rouge (mini-série)
- La Naissance du jour (téléfilm)
- L'Impure (téléfilm)
- Les Jurés de l'ombre (série)
- Le Cimetière des voitures (téléfilm)
- H (série télévisée) (série) Saison 1 - épisode 10: François dit Fanfan, comédien homosexuel
- Femmes de loi (série) - 2 épisodes : Le procureur général

## Doublage
- 2000 : New York, unité spéciale "Saison 3-16" : Capitaine Don Cragen ( joué par Dann Florek )

Long métrage d'animation
- 2011 : Les Contes de la nuit (voix de l'Igouane (Tijean et la belle-sans-connaitre))